# Герр, Мартен
Мартен Гер(р) (фр. Martin Guerre) — французский крестьянин XVI века, чью личность присвоил авантюрист Арно дю Тиль (фр. Arnaud du Tilh). 24-летний Герр покинул родную деревню, оставив жену и ребёнка, а через 8 лет туда явился очень похожий на него внешне дю Тиль. Тот выдал себя за Мартена и 3 года прожил с его женой. Сомнения соседей в идентичности привели самозванца под суд, вызвавший большой резонанс. Во время суда вернулся настоящий Мартен Герр, и авантюрист был отправлен на виселицу.

## История
Мартен Дагерр (баск. Martin Daguerre) родился в баскском городе Андай в 1524 году. Через 3 года его семья переехала в деревню Артига в Лангедоке, где сократила фамилию. Благодаря сельскому хозяйству семейство вскоре стало зажиточным. Отец женил 14-летнего Мартена на ещё более юной Бертранде де Рольс из другой богатой семьи. Долгое время брак был бездетным, лишь спустя 8 лет у супругов родился сын. В 1548 году отец обвинил Мартена в краже зерна, и тот бежал из деревни. По законам того времени Бертранда не могла развестись с пропавшим мужем, пока тот не будет признан умершим. В течение следующих лет умерли отцы Мартена и Бертранды, а также жена дяди Мартена, Пьера Герра; умирая, отец Мартена, объявил, что заочно прощает сына  и возвращает ему право наследования. Пьер женился на матери Бертранды и сосредоточил в своих руках имущество обоих зажиточных семейств.
В 1556 г. в соседней деревне появился человек, очень похожий на Мартена Герра. Арно дю Тиль из деревни Сажа, обладавший дурной репутацией из-за распутной жизни, решил воспользоваться внешним сходством и назвался Мартеном Герром. К нему пришли семья Герр — жена, дядя и четыре сестры, — которые с трудом признали родственника, главным образом благодаря разговорам, где мнимый Мартен описывал семейные события многолетней давности. Возвращаться домой он отказался, сославшись на то, что страдает венерическим заболеванием и не хочет заразить жену. Обладая хорошей памятью, Арно использовал время до возвращения в Артига для расспросов о Геррах и подготовки к постоянной жизни в образе Мартена. Спустя некоторое время, якобы исцелившись, дю Тиль переехал к Бертранд, с которой затем прожил 3 года. Та не была уверена в личности сожителя, но, в том числе благодаря вновь появившейся интимной жизни, предпочитала молчать о своих сомнениях. У Тиля и Бертранд родились две дочери, одна из которых умерла в младенчестве. Рассказывая о восьми годах отсутствия, «Мартен» описывал приключения во французской армии и жизнь в Испании. 
Арно с увлечением взялся за семейное дело, где у него возник острый конфликт с Пьером Герром из-за расходования средств в отсутствие Мартена. Пьер Герр начал настаивать на том, что в семью не вернулся Мартен, а проник самозванец. Против Арно оказались незнание баскского языка и размер ноги, меньший, чем у настоящего Мартена. Проходивший через деревню солдат заявил, что знал настоящего Мартена, что тот служил в армии и потерял на войне ногу. В январе 1560 г. Пьеру удалось получить судебное постановление на арест человека, изображавшего его племянника. В суде мнения свидетелей разделились: сёстры Мартена уверяли, что перед ними брат; Бертранда затруднилась ответить; человек, представившийся дядей Арно дю Тиля, утверждал, что перед ним племянник. В итоге суд признал ответчика виновным в присвоении чужих имени и собственности, а также совращении жены Мартена Герра. Он был приговорён к наказанию в виде штрафа и казни через обезглавливание и четвертование.
Приговорённый подал апелляцию в Парламент Тулузы, где дело поворачивалось в его пользу. Пьера Герра арестовали за ложное обвинение. Самозванец дважды успешно прошёл допрос о его прошлом, и суд склонялся в его пользу, но на одно из заседаний явился человек на деревянной ноге, утверждавший, что является Мартеном Герром. Вся семья Герров признала его, хотя в перекрёстном допросе Арно убедительнее описывал события прошлого. В 1548 г. настоящий Мартен отправился в Бургос, где стал лакеем кардинала. Этим кардиналом мог быть Хуан Альварес де Толедо, который в описываемое время был кардиналом и епископом Бургоса. Вскоре кардинал отдал Герра в свиту своего брата, военачальника испанской армии в Итальянской войне.  В битве при Сен-Кантене Мартен был ранен пулей в ногу, которую пришлось ампутировать. По возвращении в Испанию его назначили на синекуру при монастыре. Через несколько лет Герр услышал о процессе над Мартеном Герром, и решил прибыть на суд. Там же появилась семья дю Тиль, признавшая в обвиняемом Арно. 12 сентября 1560 г. суд подтвердил обвинительный приговор суда первой инстанции, заменив казнь повешением и сожжением трупа. Через 4 дня приговор был приведён в исполнение перед домом Герра в Артига. Дочь Арно и Бертранды была объявлена наследницей имущества отца. Мартен Герр обвинил жену в измене и пособничестве мошеннику, не поверив в возможность принять за него другого человека. Их дальнейшая судьба неизвестна.

## Культурное влияние
Членом апелляционного суда был один из ведущих французских юристов своего времени Жан де Кора, жертва Варфоломеевской ночи. Он опубликовал несколько трудов, самый известный из них (Arrest mémorable du Parlement de Tholose) появился в том же 1560 году, большое внимание в нём уделено делу Герра. На оглашении приговора присутствовал Мишель де Монтень, случай Мартена Герра описан в его «Опытах».
Александр Дюма-отец в 1840 году опубликовал новеллу «Мартен Герр», которая стала частью сборника «Знаменитые преступления». Он использовал эту историю в романе «Две Дианы». История двойника Мартена Герра сильно изменена для приспосабливания к сюжету, за исключением сцен, разворачивавшихся в его родной деревне.
В XX веке случай получил обширное освещение в документальной и художественной литературе, а также в кино. В 1941 году американская писательница Джанет Льюис опубликовала исторический роман «Жена Мартина Герра», где попыталась исследовать личность Бертранды и мотивы её действий. Эту же тему раскрывает документальный труд профессора истории Натали Земон Дэвис «Возвращение Мартина Герра», где Бертранда предстаёт как сообщница Арно, согласившаяся на обман для улучшения своего положения в глазах земляков, и в итоге привязавшаяся к сожителю. Земон Дэвис консультировала создателей одноимённого французского фильма, вышедшего в том же 1982 г. Жерар Депардьё сыграл Арно, а Натали Бай — Бертранду. Историк Роберт Финли раскритиковал Земон Дэвис за представление жены Мартена в феминистическом свете. В книге она соответствует современному представлению о независимой женщине, решающей поддержать мошенника ради своего социального положения. Финли согласен с историками XVI в., считавшими Бертранду обманутой женщиной.
Дело Мартина Герра стало основой для фильма «Соммерсби», переносящего сюжет во времена Гражданской войны в США. Известна также адаптация под сюжет во Франции после Второй мировой войны, при этом оставлена идея, что решающими на суде становятся показания полковника, у которого Мартен служил денщиком.
В 1993 г. в Торонто был поставлен мюзикл «Дом Мартина Герра», получивший положительные рецензии и несколько наград. В 1996 г. мюзикл «Мартин Герр» был с большим успехом поставлен в Лондоне. Однако достоверность произведения существенно пострадала: в историю включена Варфоломеевская ночь. В 2016 г. мюзикл, получивший название «История Мартена Герра», был впервые поставлен на российской сцене тверским музыкальным театром «Премьер». В мюзикле звучит более 20 авторских произведений.